# Turakhan Beg
Turakhan Beg (? - 1456) fou un general otomà, conqueridor i governador de Tessàlia. Era fill d'un famós general Pasha Yigit Bey, conegut pels serbis i italians com Pasaythus o Basaitus, conqueridor d'Uskub (Skopje) el 6 de gener de 1392 i de part de Bòsnia, que va governar la part sud de Sèrbia (1390-1413). Era a més germà d'Ishak Beg, el primer governador de Bòsnia.
Turakhan apareix esmentat per primer cop el maig de 1423, quan apareix com a comandant de la cavalleria turca al Peloponès, quan va penetrar a Morea vencent la dèbil resistència de les fortaleses imperials a l'istme i atacant Mistra, Leondari, Gardhiki, Dabia i altres; tot el Peloponès va quedar sotmès a l'Imperi Otomà. Un temps després va anar a la zona de la mar Negra i després a Albània; va tornar al Peloponès i des de Naupacte va prohibir l'ocupació de Patres pel dèspota Constantí. A finals de 1431 va destruir els murs de l'istme de Corint; a l'estiu del 1435 va assetjar Tebes que va ocupar. El 1443 va participar en la guerra contra Joan Hunyadi i els seus aliats valacs del sud de Sèrbia i fou considerat responsable de la derrota d'Izladi, sent empresonat a Berdewi Çardak, prop de Tokat.
No torna a aparèixer fins al 1453 quan era governador de Tessàlia a Làrissa i fou enviat amb els seus dos fills Ahmed i Omër al Peloponès, amb un exèrcit, on altra vegada va ocupar les fortaleses de l'istme i va entrar a Arcàdia assolant el territori i especialment el golf de Messènia; el seu fill Ahmed fou fet presoner pel dèspota Demetri d'Esparta (cunyat del dèspota de Mistra Mateu Cantacuzè o Mateu Azanes o Asen 1380-1383) entre Micenes i Corint al congost de Dervenaki, però el seu germà Omër el va alliberar l'any següent. El 1455 Turakhan i els seus fills eren a Adrianòpolis. Va morir ja vell el 1456.
El seu fill Omër va governar el Peloponès i l'altre fill Ahmed el va succeir en el govern de Tessàlia. Omër al Peloponès va conquerir Naupacte el 1463 i l'agost de 1467, després d'una derrota inicial, va derrotar els venecians. El 1477 Omër combatia als venecians al Isonzo i el 1488 contra els albanesos.
La família dels turakhanoğullari va residir a Tessàlia durant segles. Entre els membres de la família només cal esmentar a Faik Pasha, governador de Rumèlia, executat a Istanbul el 1643 (a causa dels abusos, quan tenia 70 anys).

## Nota
1. ↑  Era fill de l'emperador Joan VI Cantacuzè i d'Irene Asenina, neta de Joan III Asen de Bulgària